# 安斯贝克
安斯贝克是德国下萨克森州的一个市镇。总面积20.59平方公里，总人口1653人，其中男性836人，女性817人（2011年12月31日），人口密度80人/平方公里。